# Західні Альпи
45°50′01″ пн. ш. 6°51′54″ сх. д. / 45.8336° пн. ш. 6.865° сх. д.
Західні Альпи, частина гірської системи Альп. Розташовані на захід від лінії, що проходить від Боденського озера на північ до озера Комо на південь, в межах Італії, Франції і Швейцарії. Західні Альпи — найвищі хребти і масиви Альп (м. Монблан, 4807 м) з широко поширеними в них гірнольодовиковими формами рельєфу, системи подовжніх і поперечних глибоких долин, крупні льодовики.
Від Східних Альп відрізняються меншою шириною (місцями до 130 км), чітко вираженим дугоподібним простяганням, значною крутизною обернених убік Паданської рівнини схилів, густою і глибокою тектонічною і річковою розчленованністю, великою зволоженістю північних районів, де широко поширені ландшафти субальпійського і альпійського висотних поясів, наявністю в нижніх ділянках схилів південних хребтів середземноморських ландшафтів.
Найбільші по висоті і площі хребти приурочені до кристалічної зони Західних Альп. Із зовнішнього боку дуги ця зона обрамлена зоною менш високих (переважно до 2000 м) хребтів Передальп, складених головним чином вапняками і мергелями.